# 1169
El 1169 (MCLXIX) fou un any comú començat en dimecres del calendari julià.

## Esdeveniments
- Gener: Philippe de Milly, esdevé el setè Gran Mestre de l'Orde del Temple.
- 4 de febrer: un fort terratrèmol sacseja Sicília.[1]
- Auge de les corts d'amor a Poitiers amb Elionor d'Aquitània.
- Els anglesos comencen la conquesta d'Irlanda.[2]
- Balduí V d'Hainaut es casa amb Margarida d'Alsàcia.[3]

## Defuncions
- 2 de gener, Reims: Bertrand de Blanchefort, Gran Mestre de l'Orde del Temple.
- 23 de març, El Caire: Xirkuh, home d'estat a Egipte.
- Juliol, Valenciennes: Alix de Namur, hereva del marquesat de Namur.
- Jerusalem, Stefano di Perche, arquebisbe metropolità de Palerm i canceller de Sicília.
- Århus o Ålborg, Dinamarca,Olaf el Desafortunat, pretendent al tron noruec